# 圣斐理斯堂 (威尼斯)

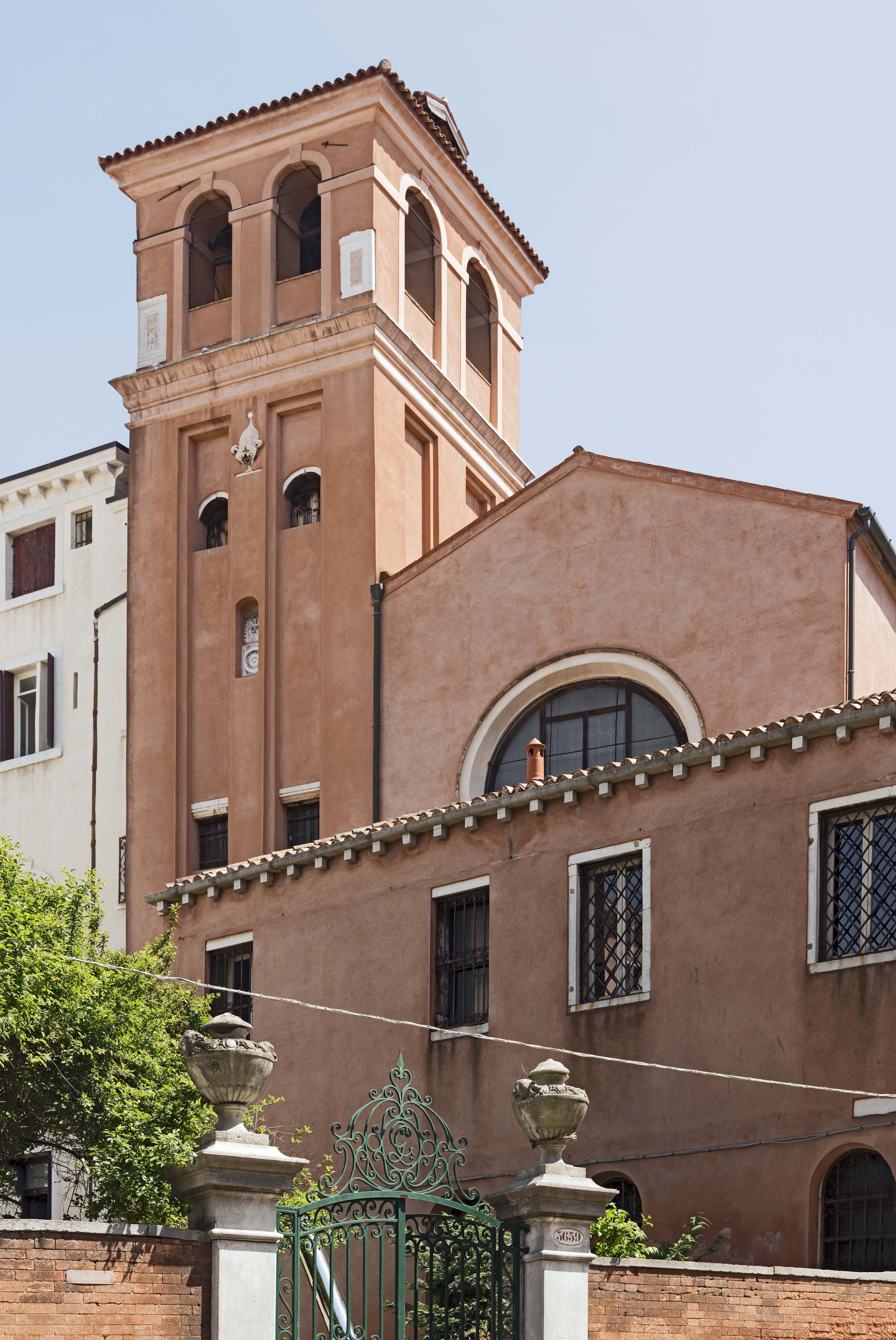

圣斐理斯堂（Chiesa di San Felice）是一座罗马天主教教堂，位于意大利北部威尼斯的卡纳雷吉欧区，面对同名的广场及新街（Strada Nova）。
该堂创建于10世纪，于1267年重建。从1531年开始，它以莫罗·科杜齐的风格完全重建。
该堂有两个立面，主立面采用科林斯柱。内部为希腊十字平面，有四个支柱支撑穹顶的拱廊。 
堂内的艺术品包括丁托列托的早期作品“圣谭米德利”以及安德烈布鲁斯托龙的“钉十字架”。堂内有铭文记载，1693年3月29日，刚出生不足一个月的教宗克萊孟十三世在这里受洗。

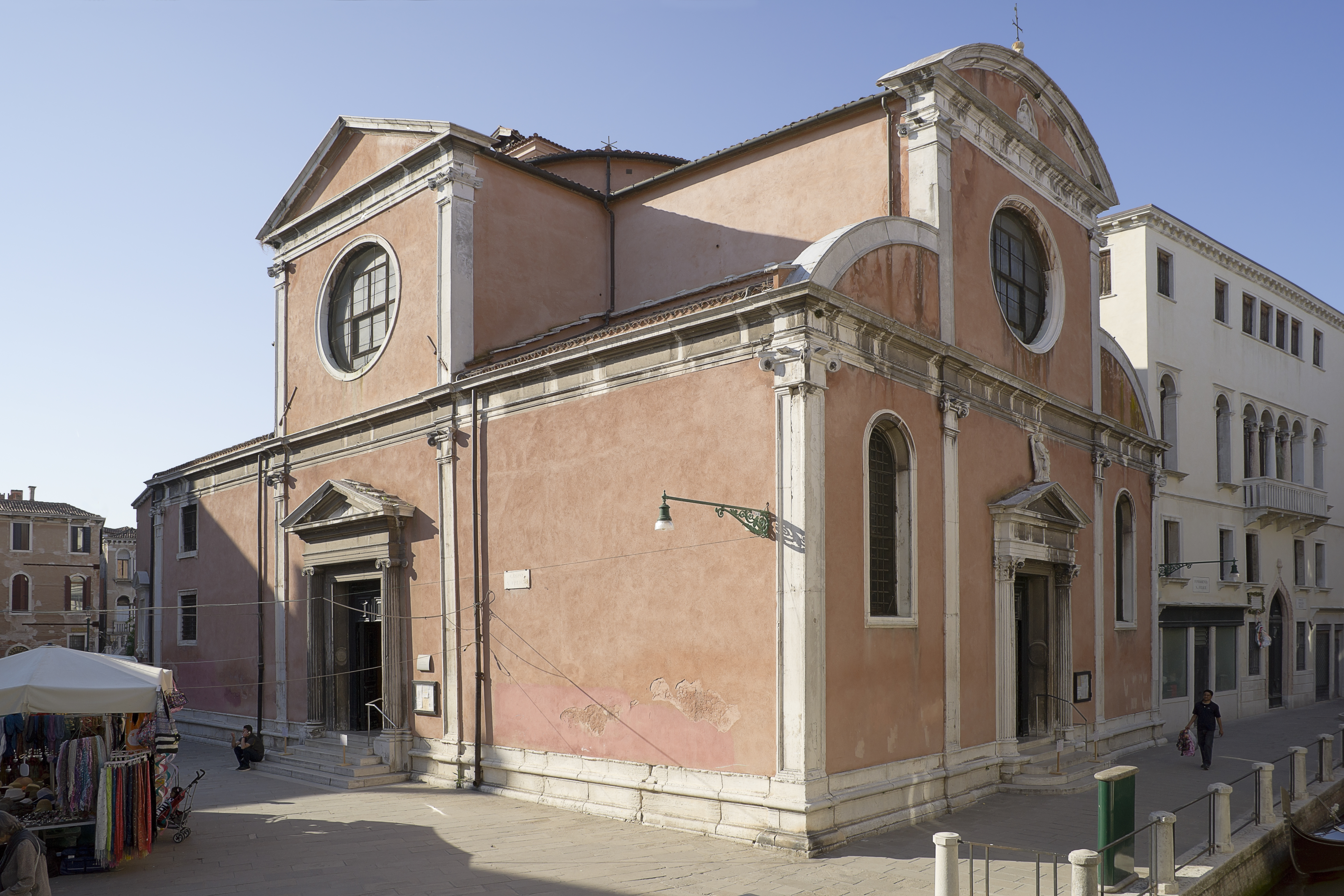
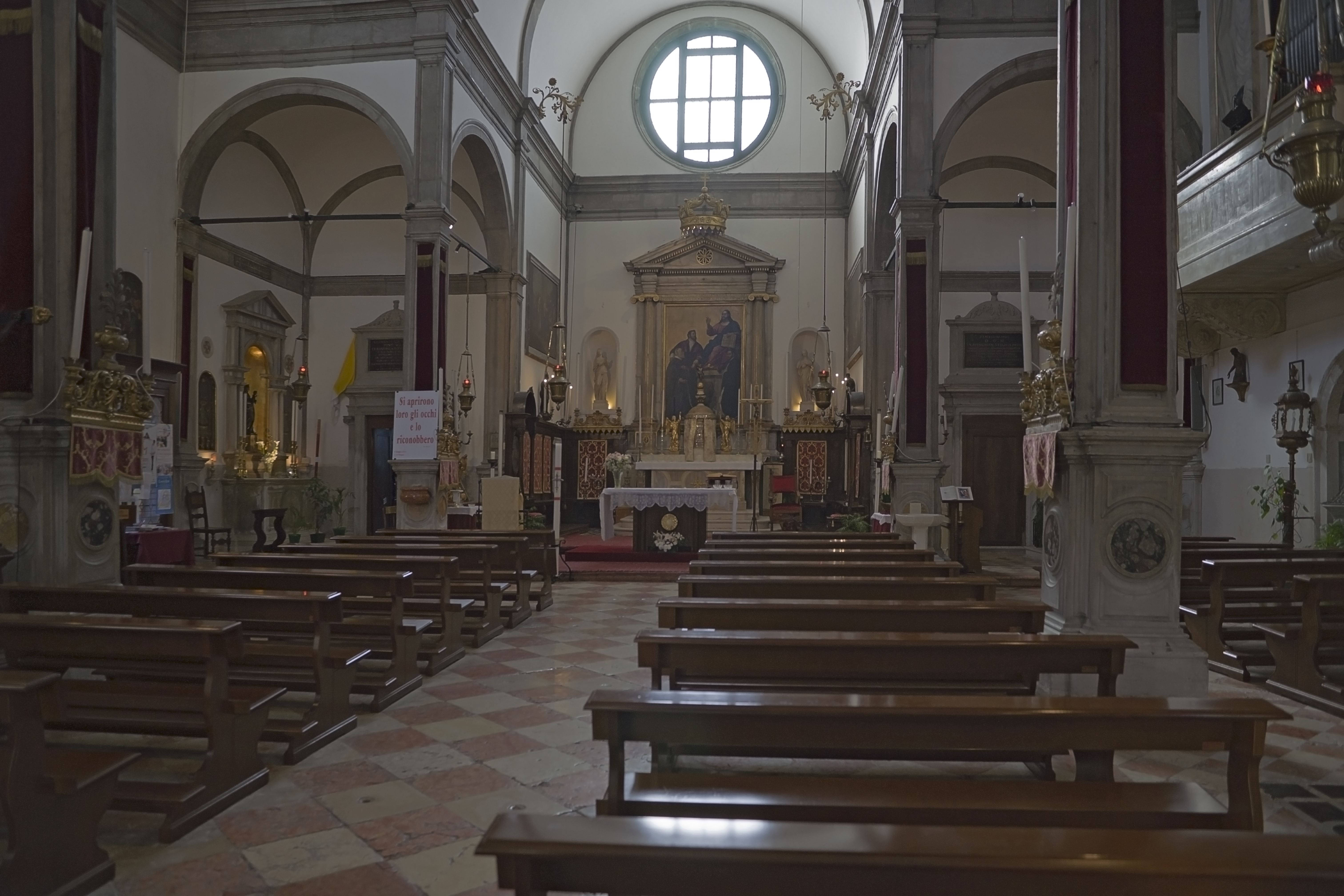
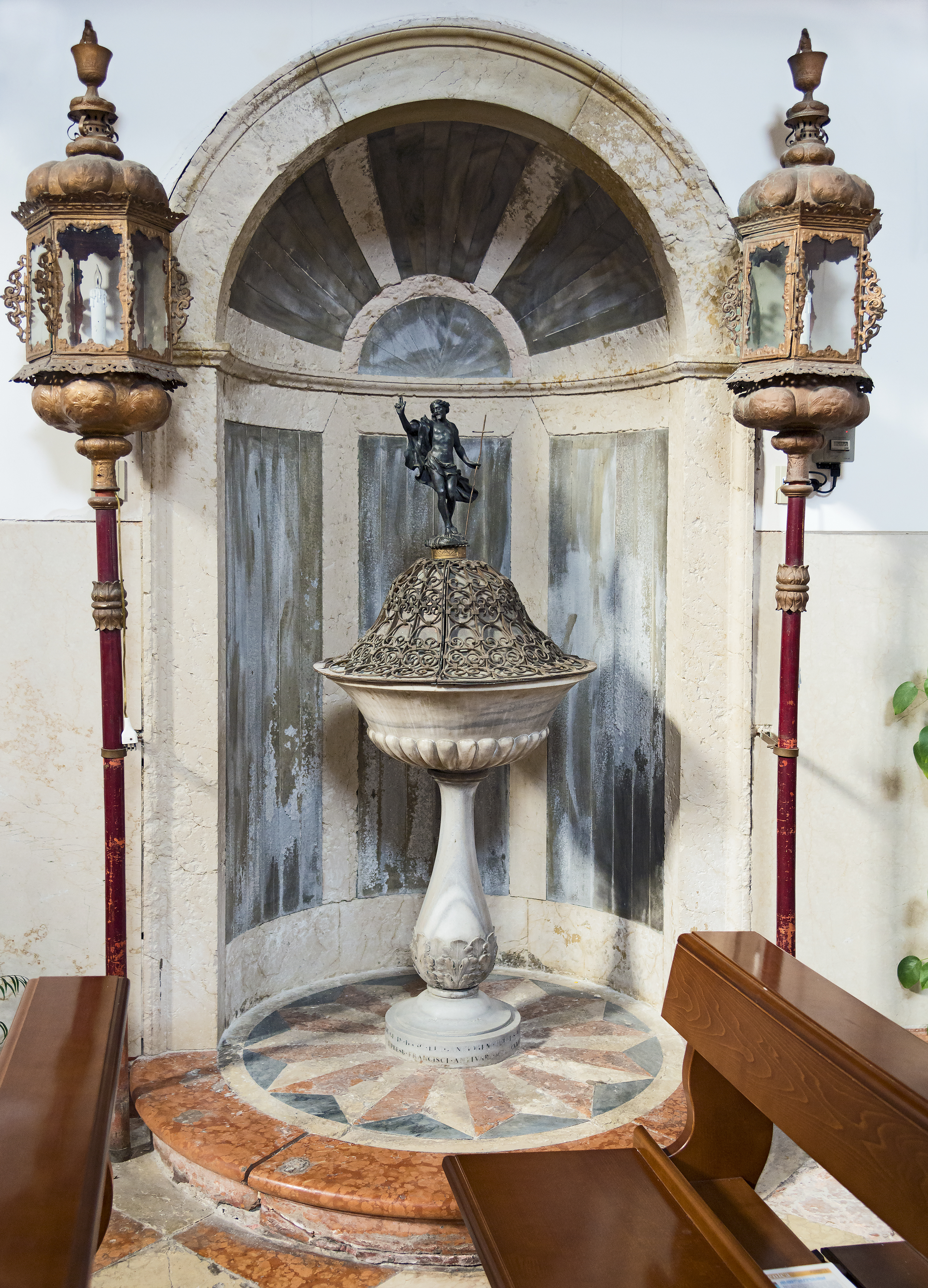
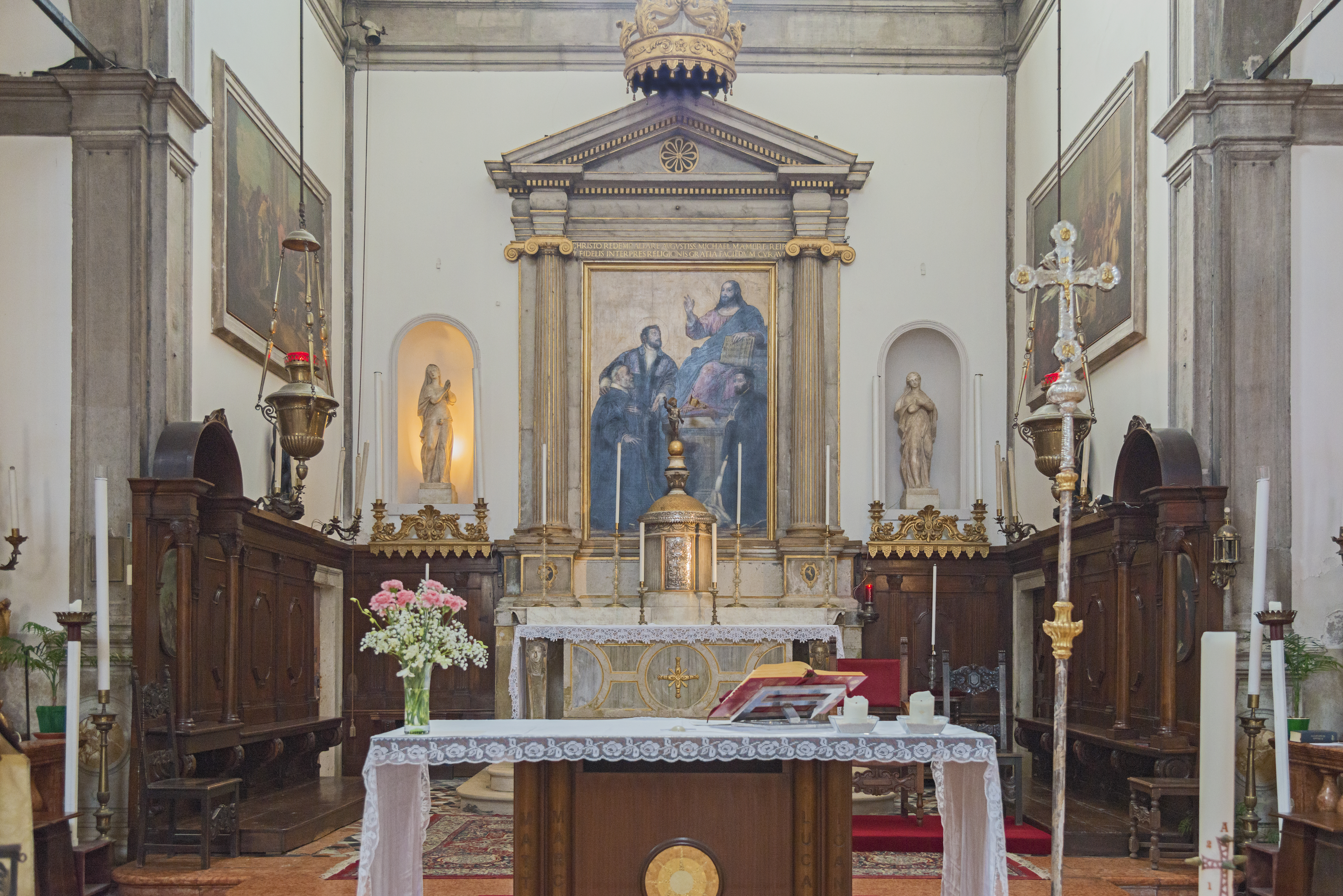
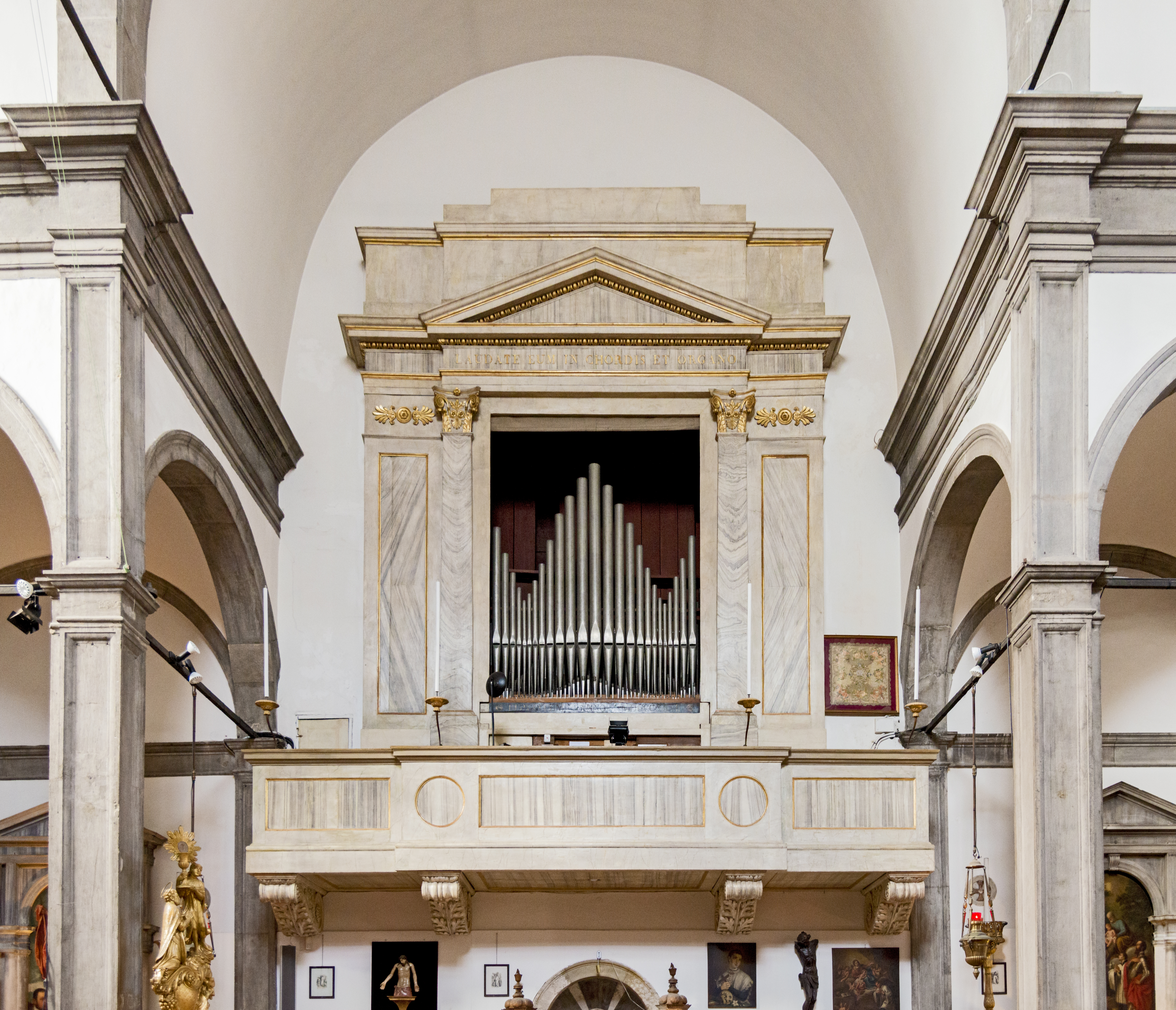